# Immeuble Tolstoï
L'immeuble Tolstoï (Толстовский дом, Tolstovski dom), ou maison Tolstoï, est un ensemble de bâtiments construits à Saint-Pétersbourg en 1910-1912 par Fredrik Lidvall pour servir d'immeuble de rapport au comte Mikhaïl Tolstoï. À sa mort en 1913, la propriété est héritée par sa veuve, la comtesse Tolstoï, née princesse Olga Alexandrovna Vassiltchikova, puis nationalisée en conséquence de la révolution d'Octobre 1917, au début de l'année 1918. Il devient par la suite un lieu d'habitation attribué à des personnalités artistiques privilégiées du régime soviétique. Aujourd'hui encore cet immeuble prestigieux Modern Style nordique est l'adresse d'artistes et d'intellectuels pétersbourgeois renommés.
L'immeuble Tolstoï se trouve au no 15-17 de la rue Rubinstein (à l'époque rue de la Trinité) et de l'autre côté au no 54 du quai de la Fontanka. C'est un monument architectural protégé.

## Description

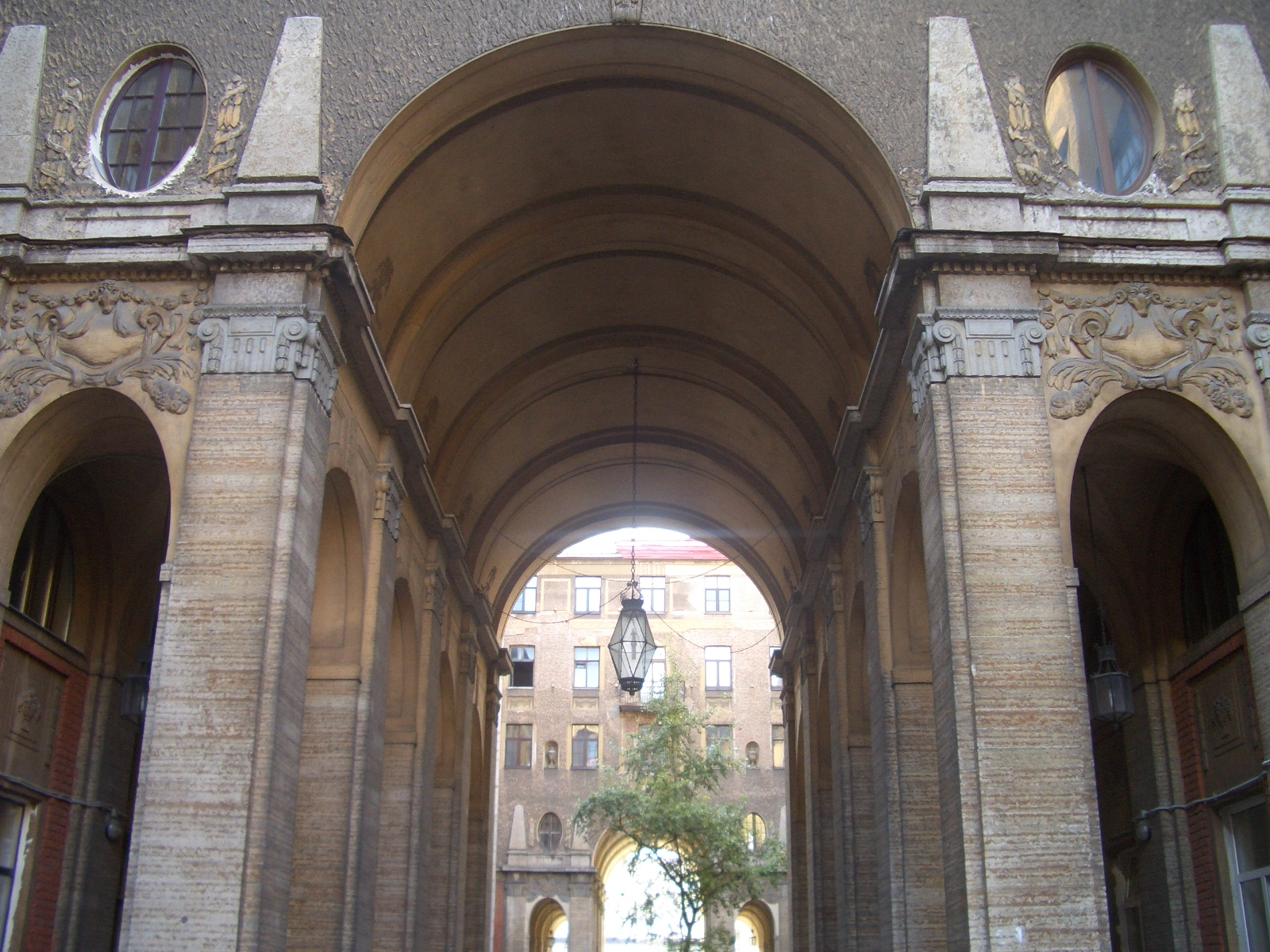
Détail d'un arc

L'entrée principale du côté de la rue Rubinstein se fait par un grand arc de style néorenaissance trilobé qui mène à une première cour intérieure en longueur au fond de laquelle se trouve encore un autre arc ouvrant sur une deuxième grande cour intérieure en forme de T dont le côté droit de la barre du T en face de ce deuxième arc donne sur un troisième arc. Celui-ci ouvre sur une troisième cour en longueur qui s'ouvre par un quatrième et dernier arc sur la Fontanka. Le passage à travers ces différents arcs est légèrement désaxé, ce qui empêche une perspective droite. Les côtés de l'ensemble sur la longueur (sauf donc les deux façades de la rue Rubinstein et du quai de la Fontanka qui se trouvent sur la largeur) sont bordés d'une cour latérale sur laquelle donnent des entrées de cage d'escalier de service, les entrées de maître donnant quant à elle dans les cours intérieures. Celles-ci qui mélangent la brique, le tuffeau et le stuc sont décorées d'ornements très simples. La grande cour intérieure du milieu possédait un bassin à la romaine en son centre qui a tellement été dégradé qu'il a complètement disparu après les années 1950.
Ces arcs néorenaissance en forme de loggias à la florentine décorent les passages en enfilade. Les façades sont décorées à l'étage supérieur d'ornements (obélisques, vases) néoclassiques épurés.

## Illustrations

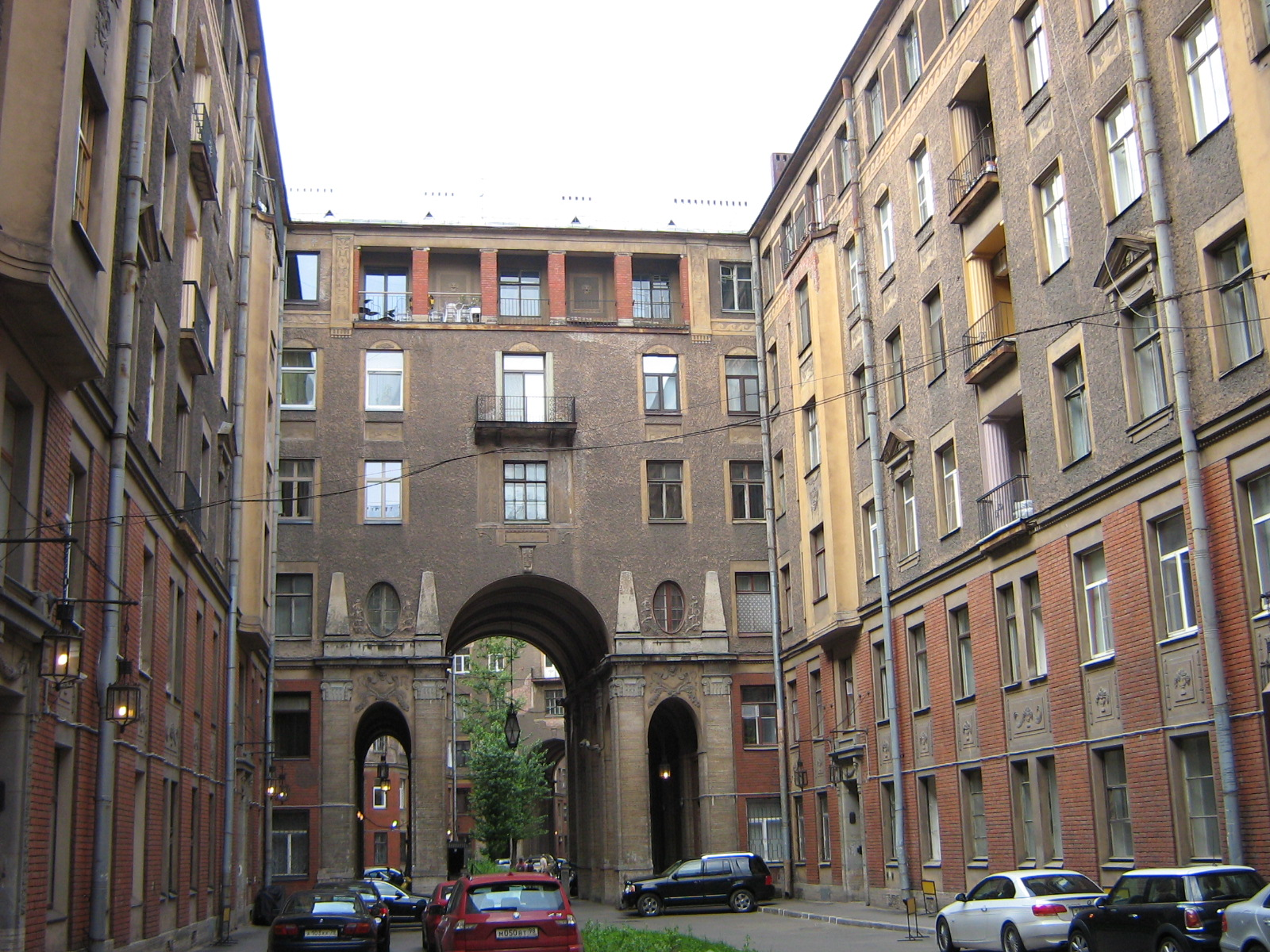
Première cour intérieure à partir de la rue Rubinstein
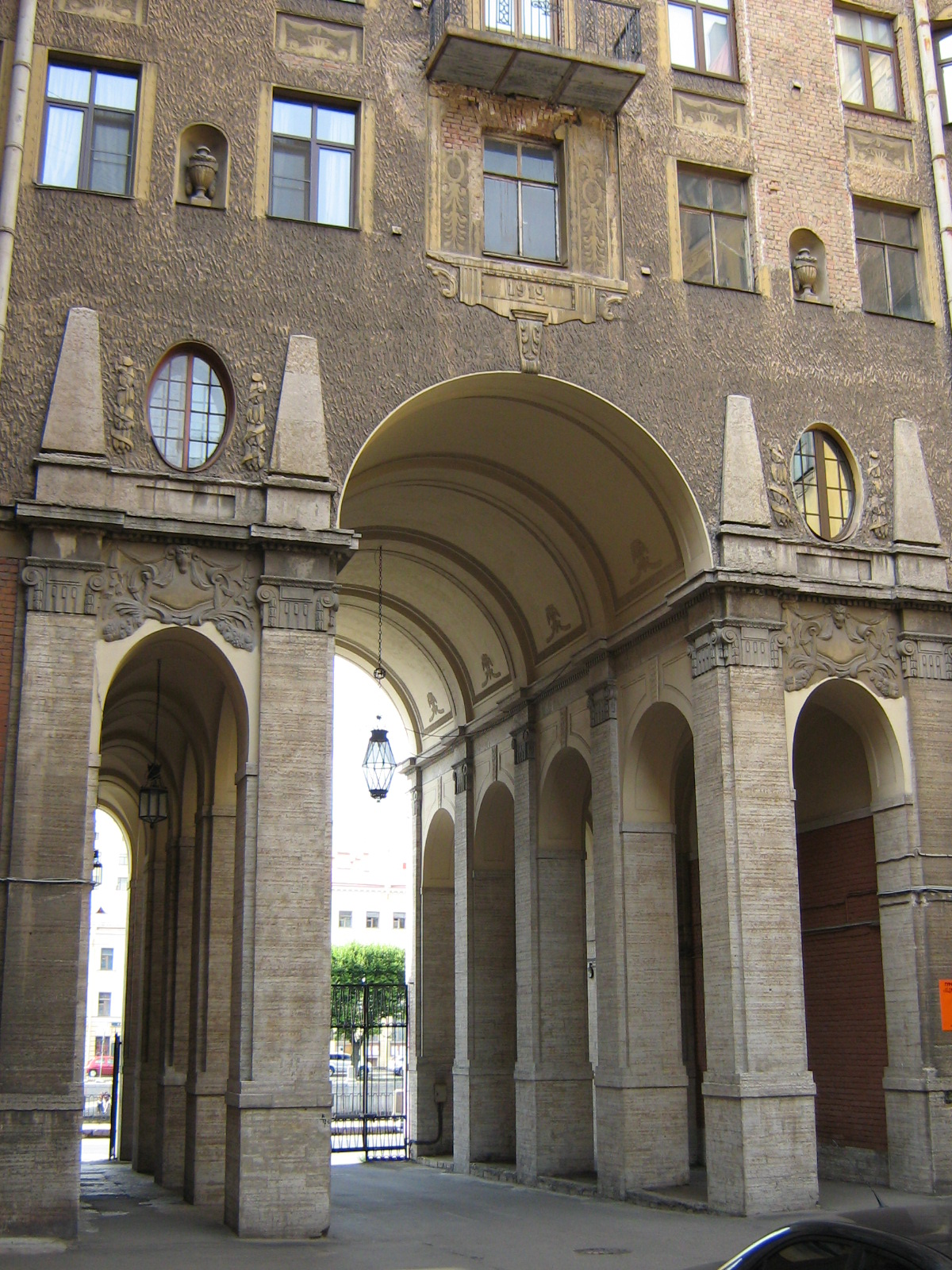
Arc menant à la Fontanka
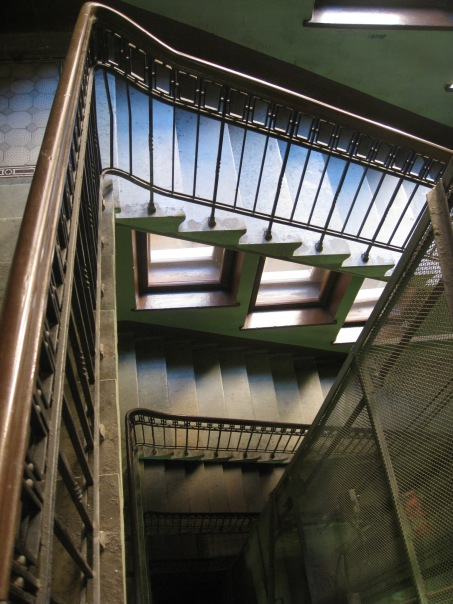
Vue d'une des cages d'escalier
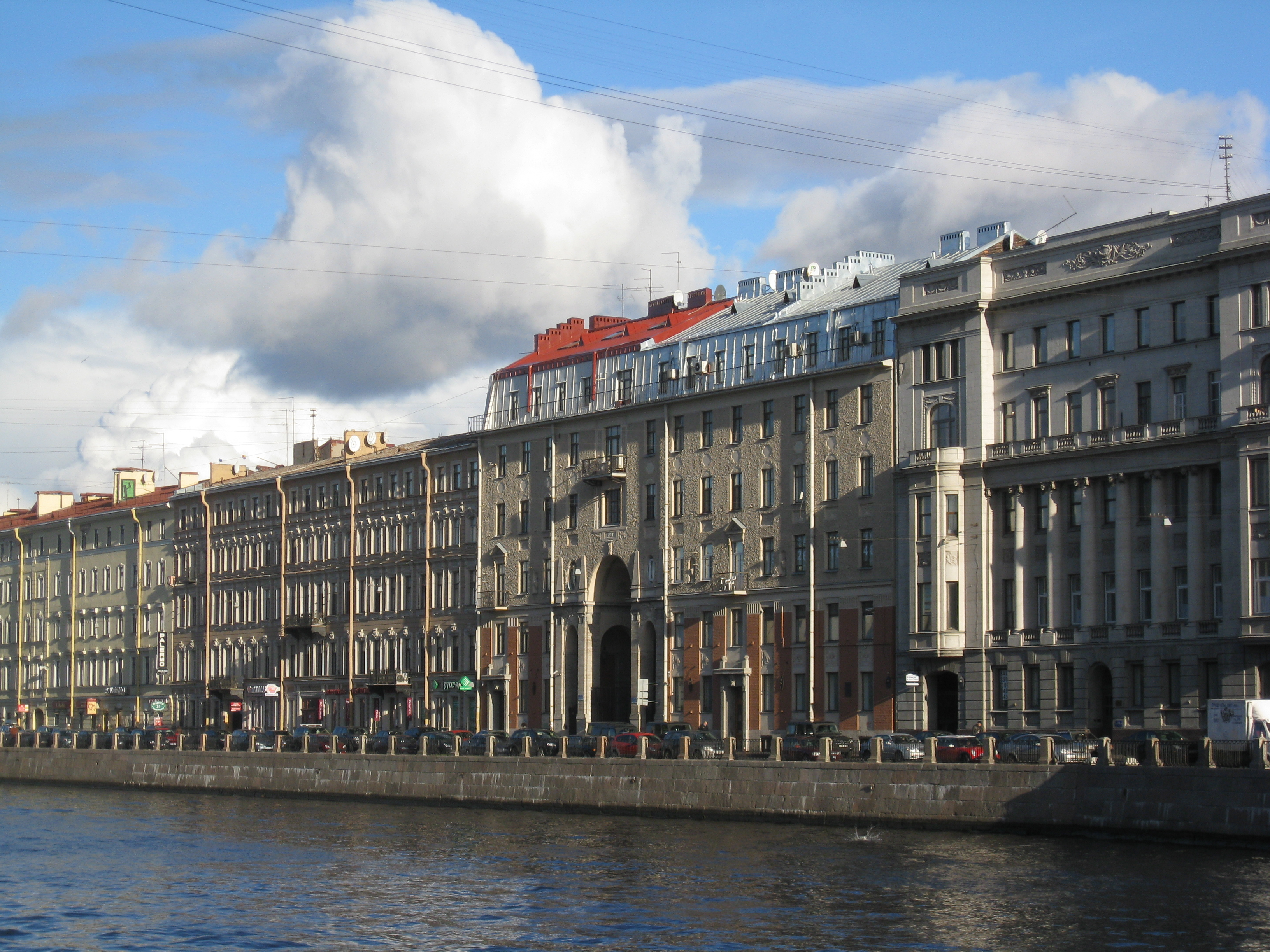
Façade du côté de la Fontanka

## Résidents fameux d'autrefois
- Le prince Mikhaïl Andronikov (1875-1919), aventurier à mauvaise réputation expulsé en 1916 par la comtesse Tolstoï à la suite d'un procès en corruption impliquant également des proches de Raspoutine
- Arkady Avertchenko (1881-1925), écrivain satiriste qui y vécut de 1913 à 1918
- Samouil Mironovitch Alianski (1891-1974), futur éditeur d'Akhmatova, Blok, Biély, etc. qui y habita en 1919[2]
- Raïssa Moïsseïevna Béniache (1914-1986) critique théâtrale soviétique et auteur de publications sur le théâtre, relation d'Anna Akhmatova, habita  l'appartement N°104
- Vladimir Guéorguiévitch Garchine (1887-1956), professeur de l'Académie de médecine d'URSS, neveu de Vsevolod Garchine et ami d'Anna Akhmatova. Il vécut à l'appartement 459 pendant le siège de Léningrad.
- Mikhaïl Sergueïevitch Gueorguievski, artiste du ballet du Kirov (1935-1958), puis metteur en scène au Kirov (1958-1976) et son épouse la ballerine Galina Kremchevskaïa (1912-1996). Celle-ci fut l'auteur entre autres de livres sur Vaganova (paru en 1981) et l'histoire du ballet et d'autres ballerines[3]. Le couple recevait les milieux cultivés de Léningrad
- Vassili Kniazev (1887-1937), poète révolutionnaire, puis privilégié du régime. Arrêté et fusillé pendant la Terreur stalinienne. Il habitait avant son arrestation à l'appartement 301.
- Miron Poliakine (1895-1941), violoniste, professeur aux conservatoire de Léningrad (1928-1936, puis au conservatoire de Moscou (1936-1941)
- Evgueni Rein (1935), poète et prosaïste akhmatovien qui y habita avec sa mère, de l'après-guerre à 1971
- Alexandre Spiridovitch (1873-1952), ancien général de la police impériale et historien qui vécut dans un appartement de l'immeuble Tolstoï avant d'être arrêté par le gouvernement provisoire en février 1917 et relâché sous caution en octobre suivant. Il parvint à s'enfuir à Paris, où il fit publier notamment Les Dernières années de la cour de Tsarskoïe Selo, Paris, Payot, 1928; Histoire du terrorisme russe, 1886-1917, Paris, Payot, 1930 et Raspoutine 1863-1916, Paris, 1936.

## Résidents récents et actuels
- Mariss Jansons, chef d'orchestre
- Édouard Khil (1934-2012), chanteur populaire de l'époque soviétique
- Marina Nikolaïevna Kolotilo, culturologue, membre de la Société géographique de Russie (depuis 2009), présidente de l'Association de sauvegarde de l'immeuble Tolstoï
- Irina Kolpakova, ancienne étoile du Kirov, et son époux, artiste du Kirov, Vladilen Semionov, artiste du peuple de l'URSS